# Latina noticias
Latina Noticias (estilizado como latina noticias desde 2024) es la marca comercial con la que se identifica el Departamento de Prensa de la cadena de señal abierta Latina Televisión desde 2016 y, además, es el nombre del noticiero que se emite por esta misma emisora desde 29 de noviembre de 2021, en reemplazo de 90.
El noticiero se emite por televisión en dos ediciones diarias, de lunes a viernes, y posee ediciones para su emisión los fines de semana. Además, posee ediciones exclusivamente para su difusión en internet.

## Historia
La marca Latina Noticias apareció en pantalla en febrero de 2016, cuando el periodista Augusto Álvarez Rodrich, gerente de Informaciones de Latina Televisión, inauguró una nueva sala de redacción, a la que se sumó la afiliación a la Alianza Informativa Latinoamericana, y la adquisición de nuevo equipamiento de producción. Junto a una nueva escenografía llamada «Centro Internacional de Noticias», el área informativa del canal se estrenó el 4 de abril de 2016 y sigue usándose en la actualidad por los programas informativos 90 segundos (hoy Latina Noticias), Reporte semanal, Punto final, Sin medias tintas así como diferentes coberturas especiales electorales, deportivas y culturales.
Tras un largo proceso de transición, el 29 de noviembre de 2021, los noticieros del canal comienzan a emitirse bajo la denominación Latina Noticias, reemplazando al tradicional noticiero 90 segundos tras más de 38 años en el aire, con el regreso de Sebastián Martín (quién regresó luego de cuatro años). Actualmente es dirigido por la periodista Marta Rodríguez Koch.
Durante ese periodo (a partir de la llegada de Pedro Castillo) hasta 2022, ha producido 400 reportajes, notas y comentarios relacionados con las investigaciones de su gobierno.
En el primer semestre de 2023 se anunció que Latina Noticias también será un canal de televisión de señal abierta y cable. El denominado Latina Noticias 24/7 incluye programación original con titulares cada 30 minutos. Además, se anunció una cuarta edición del noticiero llamada "Hora punta" conducido por Fátima Aguilar. El espacio fue levantado al aire en septiembre del mismo año.
El 27 de junio de 2023, Latina Noticias lanzó su propio sitio web. Además, lanzó su propio canal de televisión bajo el nombre de Latina Digital. Originalmente enfocada como una señal streaming, también se encuentra disponible por la TDT en el subcanal virtual 2.3 de Lima y Callao.
En octubre de 2024, lanzó su podcast bajo el nombre de Latina Podcast. El 18 de noviembre, estrenó su nuevo logotipo.
El 1 de marzo de 2025, Latina Digital comenzó a ser distribuida por el servicio de cable de la operadora Movistar TV en el canal 37.  El 16 de marzo, esta cambió su denominación a Latina Noticias 24/7. En julio, Latina Podcast renovó su nuevo logotipo.

## Conductores
En este apartado se listan los presentadores del noticiero del 30 de enero de 2023 en adelante. Para periodos anteriores, ver el artículo 90 (noticiero).
| Edición                               | Conductor                                                                                        | Comentaristas deportivos | Referencias |
| ------------------------------------- | ------------------------------------------------------------------------------------------------ | ------------------------ | ----------- |
| Matinal                               | Alicia Retto, Fátima Aguilar y Pedro Tenorio                                                     | Sergio Ibarra            | [ 8 ]       |
| Mediodía                              | Lorena Álvarez, Maritere Braschi Traducción en lengua de señas: Isabel Rey                       | Fernando Egúsquiza       | [ 8 ]       |
| Fin de semana                         | Alicia Retto, Cari Saldana, Sebastián Gómez (en reemplazo de Alejandro Montreul), Fátima Aguilar | Pamela Ríos              | [ 8 ]       |
| Buenas nuevas, Malas Nuevas (Digital) | Santiago Gómez                                                                                   |                          |             |
| Central (dominical)                   | Fátima Aguilar                                                                                   |                          |             |

## Ediciones regionales

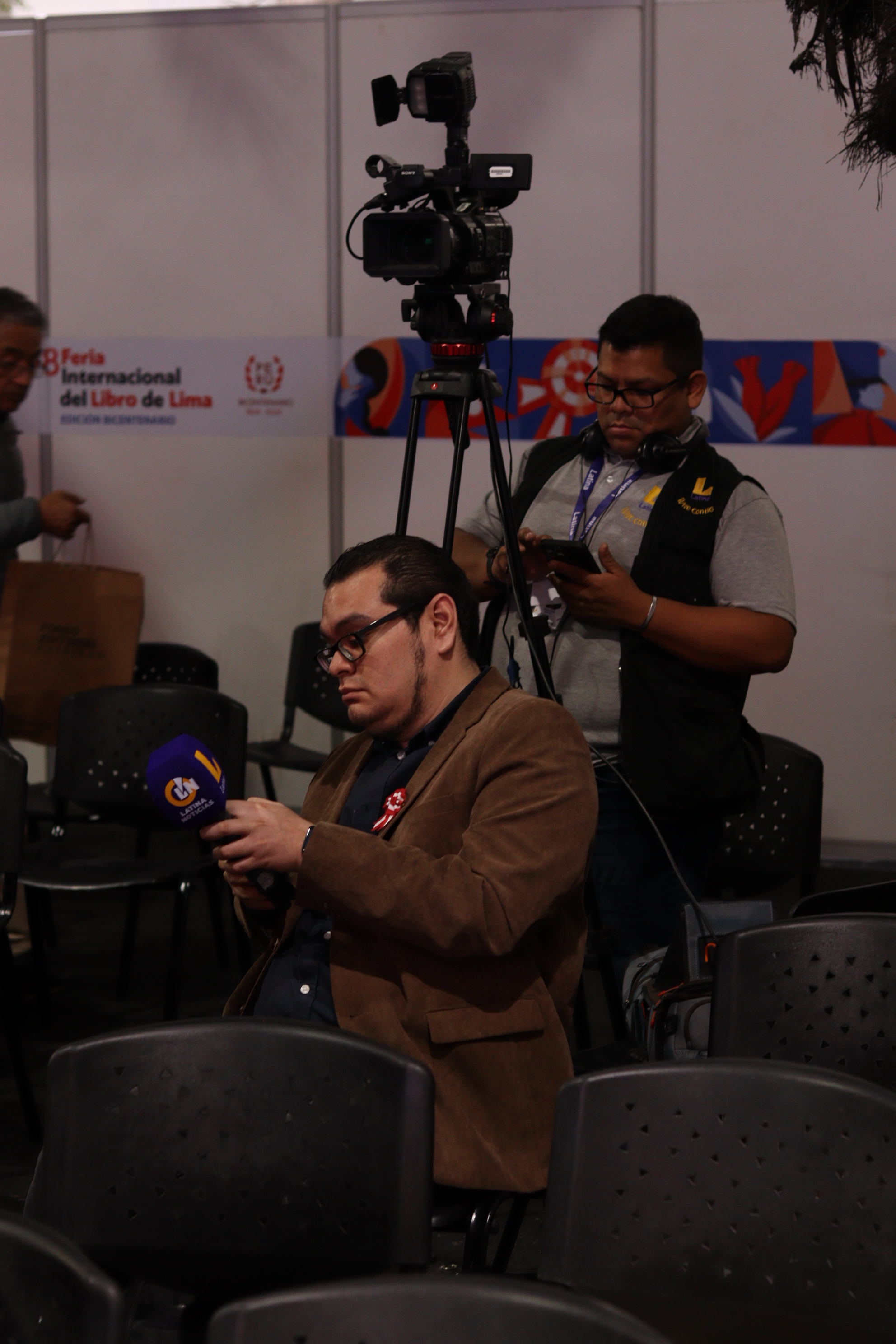
Un reportero y un camarógrafo con el antiguo isologo que distinguía el noticiero.

Latina realizó intentos previos de descentralización desde el año 2013 en las repetidoras de Trujillo y Arequipa, en que se emitían bloques regionales pregrabados sin conductor durante el noticiero matinal. En 2022, se viene implementando un proyecto de creación de noticieros regionales emitidos en vivo, con sets y conductores locales para su emisión en cada una de las repetidoras. A diferencia de otras cadenas tradicionales que poseen infraestructura y equipamiento propio para la producción de programas, Latina desarrollará los informativos regionales mediante alianzas con canales locales y productoras independientes.
El lunes 21 de febrero del 2022, se lanzó el primer noticiero regional en Trujillo, en coproducción con la productora Top Agency Perú del grupo Cruzado, que a su vez es propietario de la cadena norteña Sol TV. Sin embargo, por alguna razón desconocida, debido a la baja audiencia, el noticiero regional fue cancelado en enero de 2024.
El 18 de diciembre de 2023, se lanzó el segundo noticiero regional (luego el único noticiero regional) en Arequipa, con el nombre de Latina Noticias Cayma. En febrero de 2024, cambió de nombre a Latina Noticias Arequipa (Latina Noticias: Edición regional Arequipa). Sin embargo, por alguna razón desconocida, debido a la baja audiencia, el noticiero regional fue cancelado en abril de 2025 y el espacio finalizó en mayo del mismo año.
| Ciudad   | Horario                          | Créditos                                   | Coproducción                           | Duración  |
| -------- | -------------------------------- | ------------------------------------------ | -------------------------------------- | --------- |
| Trujillo | Matinal - 07:00 Mediodía - 12:00 | Antonio Muñoz Vásquez Director y conductor | Top Agency Perú S.A.C. - Grupo Cruzado | 2022-2024 |
| Arequipa | Matinal - 07:00 Mediodía - 12:00 | Sebastián Marcelo                          | Sin coproducción                       | 2023-2025 |

## Identidad corporativa

Logotipo de la Plataforma Latina Digital

El logotipo actual consiste en el isologo de la cadena Latina Televisión, cuya versión vigente fue presentada en 2025. La «L» del logotipo se presenta en amarillo. Debajo de esta, se encuentra ubicado el texto «Noticias» en minúscula y de color blanco. Ambos elementos poseen un fondo de color verde.
La cortina musical del noticiero fue compuesta e interpretada por el músico peruano Pedro Flores.